# Куп домаћих нација 1935.
Куп домаћих нација 1935. (службени назив: 1935 Home Nations Championship) је било 48. издање овог најелитнијег репрезентативног рагби такмичења Старог континента. а 31. издање Купа домаћих нација.
Титулу је освојила селекција Ирске.

## Такмичење
Енглеска - Велс 3-3
Велс - Шкотска 10-6
Енглеска - Ирска 14-3
Ирска - Шкотска 12-5
Ирска - Велс 9-3
Шкотска - Енглеска 10-7

## Табела
|   | Селекција                     | ИГ | Д | Н | И | ПД | ПП | ПР | Б |  |
| - | ----------------------------- | -- | - | - | - | -- | -- | -- | - |  |
| 1 | Рагби репрезентација Ирске    | 3  | 2 | 0 | 1 | 24 | 22 | +2 | 4 |  |
| 2 | Рагби репрезентација Енглеске | 3  | 1 | 1 | 1 | 24 | 16 | +8 | 3 |  |
| 2 | Рагби репрезентација Велса    | 3  | 1 | 1 | 1 | 16 | 18 | -2 | 3 |  |
| 4 | Рагби репрезентација Шкотске  | 3  | 1 | 0 | 2 | 21 | 29 | -8 | 2 |  |